# 何鳳山
何 鳳山 （か ほうざん、繁: 何 鳳山、拼音: Hé Fèngshān、英語: Ho Feng-Shan、または英語: He Fengshan、1901年9月10日 - 1997年9月28日）は第二次世界大戦中にウィーンに赴任していた中華民国の外交官。その人生とキャリアをかけて3,000人以上のユダヤ人を救い、「中国のシンドラー」の異称もある。

## プロフィール

### 生い立ち
益陽の生まれ。父を7歳の時に亡くし、苦学生として長沙の雅礼中学で学び、雅礼大学（現在の中南大学湘雅医学院）へと進学した。1926年にミュンヘン大学に留学し、1932年に政治経済の博士号を授与された。

### 外交官
1935年、中華民国外務省で外交官としてのキャリアを歩み始める。最初の赴任先はトルコであった。1937年にウィーンの中華民国公使館の第一書記に任じられる。1938年にドイツ国によってオーストリアがドイツに併合されると、公使館は領事館へと移行し、何鳳山が領事となった。

### ユダヤ人救助
1938年の水晶の夜事件の後、オーストリア在住の20万のユダヤ人の立場は急激に難しいものとなり、ドイツから逃れる方法はヨーロッパからの退去の他はなくなった。退去にあたっては外国に移住するための保証となるもの、通常は他国からのビザもしくは有効な船便の切符が必要であったが、これは困難であった。1938年にエヴィアン＝レ＝バンで開かれた31ヶ国のエビアン会議にて、ユダヤ人の移民を却下する議決がなされていたからである。
この時ユダヤ人の受け入れを唯一表明していたのはドミニカ共和国であり、10万人以上の受け入れを表明していた。何鳳山は、上司である在ベルリン中国大使館大使の陳介の命令に反して上海へ入境可能なビザの発給を開始した（当時の上海は列強の租界となっていたが、一部の地域は人道上の理由から中華民国の管理下にあった）。領事に就任した最初の3ヶ月で、何鳳山は1,200通のビザを発給した。
この当時、上海への入境自体にはビザは不要であったが、このビザの所有はユダヤ人たちがオーストリアから出国する許可の唯一の根拠となった。多くのユダヤ人家族が上海へと向かい、そこからさらに香港とオーストラリアへ向かった。何鳳山は1940年5月に本国に召還されるまでこのビザを発給し続けた。
発給されたビザの正確な数は不明だが、1938年6月に200通目を発給、1938年10月27日には1906通目に署名したことが知られている。何人のユダヤ人が彼によって救われたかも不明だが、在任期間のうち最初の半年だけで2,000通のビザを発行しており、数千人が救われたと見られる。

### 戦後
第二次世界大戦後は中華民国に戻りそのまま外務省に戻ったものの、国共内戦における1949年の中国共産党の勝利により、何鳳山も中国国民党（蔣介石）を追って台湾島へと逃れた。
後に中華民国の大使としてエジプトとメキシコ、ボリビア、コロンビアに赴任。1973年に定年で引退すると、アメリカのサンフランシスコへと移民する。1990年に自伝『外交生涯四十年』を執筆した。2010年には『My Forty Years as a Diplomat』の題で英訳された。

### 死去
微生物学者、感染学者である中国系アメリカ人の息子の何曼徳と、娘の何曼礼に看取られ、カリフォルニア州サンフランシスコで亡くなった。96歳であった。死後の西暦2000年にイスラエルのヤド・ヴァシェムによって諸国民の中の正義の人として顕彰された。

## 顕彰

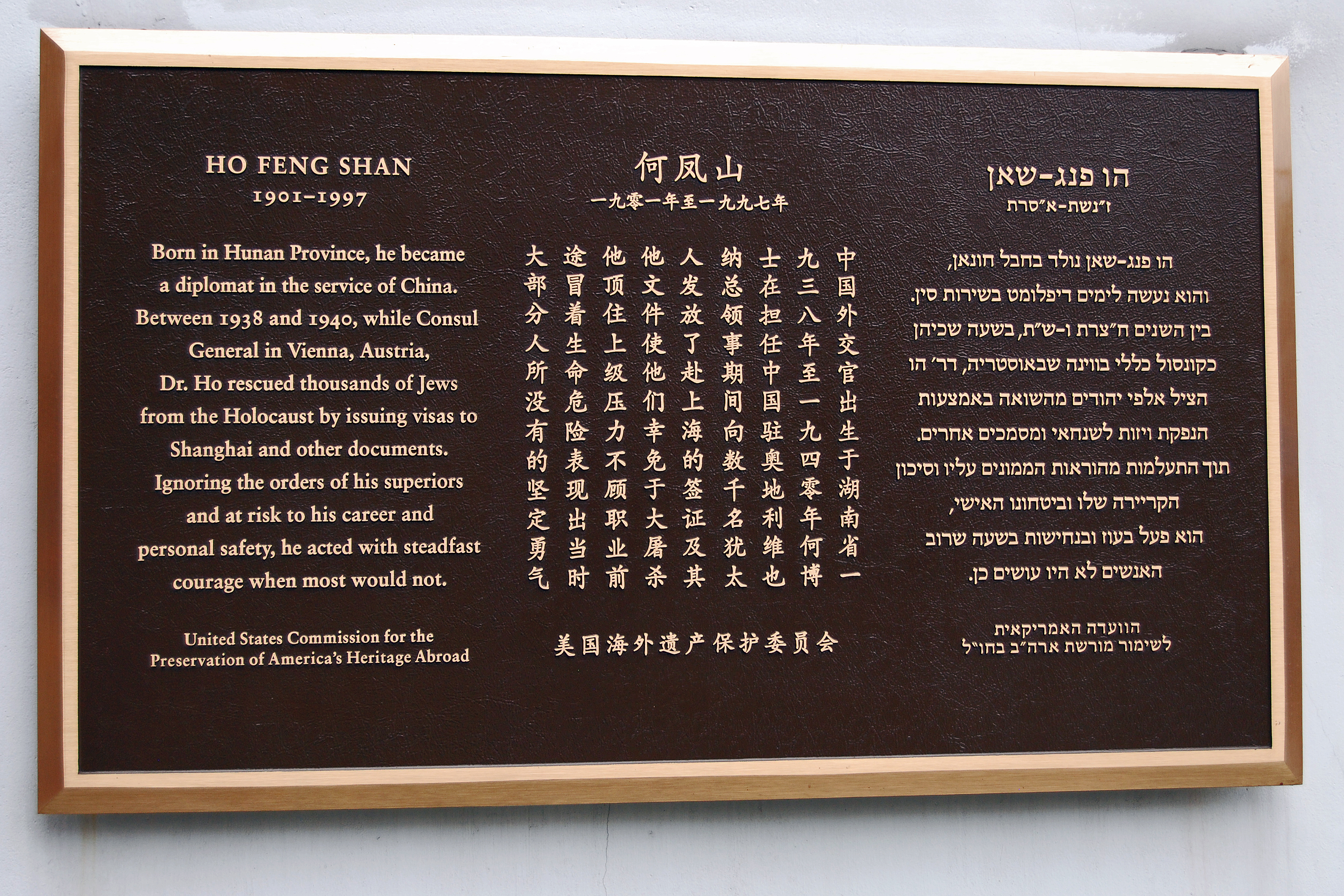
何鳳山のために捧げられた銘板。上海のユダヤ難民博物館にて

何鳳山のウィーンでの行動は、中華民国政府の人事ファイルでも黒塗り処分となっており、上司への不服従行動が何鳳山の人生に影響を及ぼすことはなかった。
何鳳山が死後にイスラエルのヤド・ヴァシェムより「諸国民の中の正義の人」と顕彰された際には、2001年の式典、2004年のイスラエルの教育機関であるBoys Town Jerusalemでの2004年の授賞式ともに、敵国である中華人民共和国の報道機関も何鳳山の物語を報道し、中華人民共和国大使も式典に参加した。